# Contra viento y marea (videojuego)
Against all odds es un videojuego de Adobe Flash desarrollado por ACNUR cuyo objetivo es concienciar a los jugadores sobre la situación de los refugiados. Se lanzó al mercado sueco por primera vez en 2005 y, desde entonces, se ha traducido a varios idiomas. La versión inglesa apareció en noviembre de 2007. En español, el videojuego se ha publicado con el nombre de Contra viento y marea.
La financiación inicial del proyecto provino de una beca de un millón de coronas noruegas (en torno a los 100 000 euros) donada por la compañía petrolera noruega Statoil a la Oficinas Regional de ACNUR para el Báltico y los Países Nórdicos. El objetivo era desarrollar un proyecto que llegase a la gente joven y promoviese la integración en la zona. La organización obtuvo asesoramiento de la Universidad sueca de Umeå en relación con el uso de materiales interactivos en las escuelas y debatió la idea con la Dirección Nacional de Educación y Capacitación de Noruega y con Ministerio_de_Integración_e_Igualdad_de_Género de Suecia. 
ACNUR puso en marcha el proyecto como un juego basado en una plataforma de Internet: un medio que podría llegar a un gran número de jóvenes, que no necesitaría costes de distribución y cuyos gastos de publicidad serían mínimos. El público al que se dirigía estaba comprendido entre los 12 y los 15 años, edad en la que se empieza a desarrollar el espíritu crítico sobre temas como el de los refugiados y similares.
En Contra viento y marea Archivado el 3 de mayo de 2017 en Wayback Machine., el jugador se pone en la piel de un refugiado y se enfrenta a 12 fases diferentes que muestran desde su persecución y huida del país de origen, pasando por su llegada al país vecino, hasta su integración final como refugiado. Como complemento al juego, se acompaña éste de un repertorio de datos que detallan la historia del derecho a asilo y los testimonios de los refugiados. Además, también encontramos una guía para profesores que sugiere temas de discusión e ideas para las clases. El juego dura unos 45 minutos aproximadamente, que es la duración típica de una clase.

### Influencia y acogida
La acogida del juego ha sido positiva, lo que ha dado pie a que se traduzca desde el sueco a múltiples idiomas. En 2006, la versión alemana, LastExitFlucht, recibió el galardón austriaco Austrian State Prize Multimedia and e-Business en la categoría de Conocimiento y Aprendizaje. El jurado alabó el juego por su capacidad de crear en el usuario entendimiento, empatía y compromiso con la situación de los refugiados.